# John Howe (teologo)
John Howe (Loughborough, 1630 – Londra, 1705) è stato un teologo britannico.
Allievo di Ralph Cudworth ed Henry More, fu cappellano di Richard Cromwell fino al 1669 e pastore di una congregazione presbiteriana londinese dal 1675 al 1685.
Fece parte del clero anti-conformista e ciò lo costrinse a scappare a Utrecht per poi rimpatriare nel 1687. Con Richard Baxter e John Owen fu uno dei più celebri predicatori britannici del XVII secolo.